# Marina del Pilar Ávila Olmeda
Marina del Pilar Ávila Olmeda, née le 19 octobre 1985 à Mexicali, est une avocate et femme politique mexicaine. Membre du Mouvement de régénération nationale (Morena), elle est gouverneure de l'État de Basse-Californie depuis 2021.

## Biographie
Le 1er juillet 2018, elle est élue députée fédérale pour la LXIVe législature du Congrès de l'Union et occupe son siège à partir du 1er septembre suivant. Elle démissionne de son mandat le 1er mars 2019 pour se présenter à l'élection comme présidente de la municipalité de Mexicali. Le 2 juin, elle est élue avec 45,46 % des voix. Elle exerce ses fonctions entre le 1er octobre 2019 au 6 mars 2021.
Elle est élue gouverneure de Basse-Californie le 6 juin 2021 et entre en fonction le 1er novembre suivant pour un mandat de six ans.